# トライアング・レールウェイズ

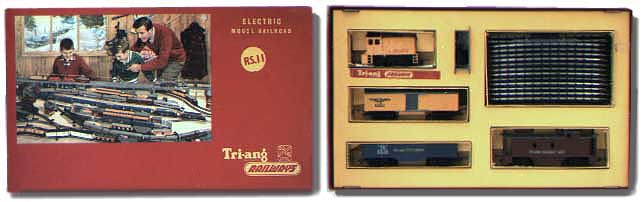
トライアング・レールウェイズのアメリカ向けHOゲージ鉄道模型セット

トライアング・レールウェイズ (Tri-ang Railways ) とは、かつてイギリスに存在した鉄道模型ブランドである。

## 概要
『トライアング』はイギリスの玩具メーカーである『ラインズ・ブラザーズ社』のブランドであり、『トライアング・レールウェイズ』はその傘下の鉄道模型ブランドである。ブランド名は1951年から使用された。1964年にライバル会社であったメカノ社を買収したラインズ・ブラザーズ社は、メカノ社の鉄道模型ブランドである「ホーンビィ・デュブロ」と自社の「トライアング・レールウェイズ」を統合し「トライアング・ホーンビィ」とした。後に倒産や買収を経てホーンビィ・ホビースとして独立した。
鉄道模型製品は「直流二線式」を採用し、イギリスとアメリカ、カナダ、オーストラリアなどの車両を「OO／HO」の規格で生産していた他、一時期「TT3」の名称でTTゲージや「TMNR」が通称の庭園鉄道も生産していた。
ホーンビィ・ホビースとなった後も旧・トライアング製品は一部が生産されている。日本語では「トライアング」「トリアング」などと呼称される。

## 歴史

### トライアングブランドの誕生
ヴィクトリア朝時代のイギリスで、ジョージ・ラインズ (George Lines ) とジョセフ・ラインズ (Joseph Lines ) の兄弟によって木製玩具メーカーの「G & J lines Ltd 」が創業された。ジョセフには4人の息子がいたが、その内ウィリアム (William ) 、ワルター (Walter ) 、アーサー (Arthur ) の3人が第一次世界大戦後に「ラインズ・ブラザーズ社」(Lines Bros Ltd ) を創業した。3人のラインズ兄弟が組んでいたため、トライアングルをもじって『トライアング』のブランド名が作られた。

### 鉄道模型へ参入
第二次世界大戦直後の1946年にアレクサンダー・グレゴリー・ヴァネジアン (Alexander Gregory Vanetzian ) が『ロベックス・プラスチック社』 (Rovex Plastics Ltd ) を創業し、マークス&スペンサー向けに玩具を生産していた。ロベックス社ではマークス&スペンサーから1950年のクリスマスシーズン用に鉄道模型の開発を依頼されたが、生産設備を拡大しなくては対応できず、新しい工場を求めていた。ロンドンのリッチモンドに元醸造工場の大規模な建物を探し出したものの、購入には財政的な問題から制約があった。鉄道模型への参入を望んでいたラインズ・ブラザーズ社がその話をききつけて、建物の購入と引き換えにロベックス社を買収し傘下に加えた。
1951年に『トライアング・レールウェイズ』のブランド名でロベックス社で生産したOOゲージ鉄道模型が発売された。1954年に新しい工場がケント州マーゲートに建てられ、ロベックス社は『ロベックス・スケールモデル社』 (Rovex Scale Models Ltd ) と改名された。
1957年にTTゲージに参入したが、1967年に撤退した。1960年代初期に「TMNR」の通称で、10.25インチゲージの乗用庭園鉄道として『トライアング・ミニック・ナローゲージ鉄道』(Tri-ang Minic Narrowgauge Railway ) を発売していたが、商業的には成功したとはいえなかった。他の鉄道模型製品同様に直流二線式で40ボルトであった。子供を乗せた客車を牽いて走行させる事が出来た。

### トライアング・ホーンビィ
1960年代にトライアング・レールウェイズが商業的に成功した反面、トリックス社やメカノ社などイギリス国内の他の鉄道模型メーカーは商業的に苦戦していた。ラインズ・ブラザーズ社は1964年にメカノ社が経営危機に陥った際、これを買収し、傘下に加えた。メカノ社の鉄道模型ブランドであった「ホーンビィ・デュブロ」は「トライアング・レールウェイズ」と統合され、『トライアング・ホーンビィ』とブランド名が変更された。しかしこれは形式上のもので、実際にはホーンビィ・デュブロ製品や金型は他社へ売却され、トライアング製品のみが存続された。
1971年にラインズ・ブラザーズ社が倒産し、トライアング・ホーンビィはDunbee-Combex-Marx  (DCM社) に売却された。1972年1月1日から『ホーンビィ・レールウェイズ』とブランド名が変更された。

## 製品
トライアング・レールウェイズ製品では動力部や集電関係、錘など一部を除いて殆どの部品がプラスチック製であった。車両のみならず、線路やストラクチャー・アクセサリー、電源装置も広く展開されていた。一部のストラクチャー製品がホーンビィなどから継続して発売されている。

### OO / HO
イギリスとアメリカ、カナダ、オーストラリア、ニュージーランド、南アフリカの車両が展開されていた。いずれも直流二線式で、架線集電システムも展開されており、架空電車線方式の車両はパンタグラフから集電することもできた。スケール表記はいずれも「 OO / HO 」であるが、イギリスとオーストラリア、ニュージーランドの車両は概ねOOゲージ規格で作られており、アメリカとカナダの車両は概ねHOゲージ規格で作られていた。
オーストラリアの車両はメルボルンのMoldex社が生産していた。南アフリカの車両はダーバンのラインズ・ブラザーズ社の工場で生産されていた。アメリカ向け製品はAmerican Train & Track Corp  (ATT社) から発売されていた。
線路は「道床つき」と「道床なし」の「組み立て式線路」が展開されていた。

### TT3
トライアングのTTゲージは1フィートを3ミリメートルに縮尺する「3mmスケール」 ( ≒ 1/101.5) が採用されていた。イギリスの車両のみが展開されていた。線路は「道床つき」と「道床なし」の「組み立て式線路」が展開されていた。一部のTTゲージ製品は3mmソサエティが生産を引き継いだ。

### Big Big Train
1966年にラインズ・ブラザーズ社が発売したOゲージサイズの鉄道玩具である。電動ではあったが、電力は車体内部に搭載される乾電池から供給された。そのため車体のみならず、車輪や線路もプラスチック製であった。1972年に展開を終了し、1975年にソ連向けに玩具を生産していたNOVO社に売却された。日本では学研が「高速貨物列車 マイティレッド号」として輸入販売を行っていた。